# CLIP-Seq
CLIP-Seq (engl. cross-linking immunoprecipitation-high-throughput sequencing, ‚Quervernetzung und Immunpräzipitation mit Sequenzierung im Hochdurchsatz‘) ist eine Methode der Biochemie zur Untersuchung von RNA-Protein- und RNA-RNA-Interaktionen. Gelegentlich wird die CLIP-Seq auch als HITS-CLIP bezeichnet.

## Prinzip
Die CLIP-Seq besteht aus einer Kombination einer UV-Quervernetzung, einer Immunpräzipitation, einer teilweisen Nukleolyse und einer DNA-Sequenzierung im Hochdurchsatz.
Die CLIP-Seq besitzt Ähnlichkeiten zum PAR-CLIP, zum iCLIP, zum RIP-Chip (ohne Vernetzung und mit Microarray anstatt der DNA-Sequenzierung), zur SELEX, zur ChIP-Seq (zur Untersuchung von DNA-Protein-Interaktionen) und zum ChIP-on-Chip (zur Untersuchung von DNA-Protein-Interaktionen mit einem Microarray anstatt der DNA-Sequenzierung).